# Gentiana asterocalyx
Gentiana asterocalyx är en gentianaväxtart som beskrevs av Friedrich Ludwig Diels. Gentiana asterocalyx ingår i släktet gentianor, och familjen gentianaväxter. Inga underarter finns listade i Catalogue of Life.